# Österåsens sanatorium

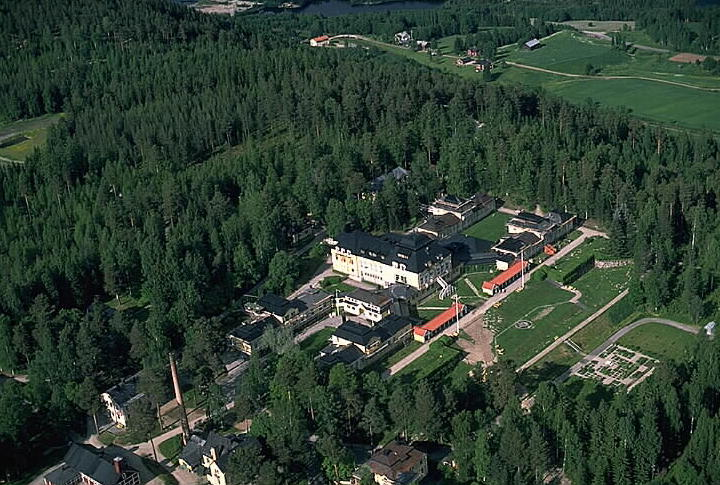
Flygbild över hela området i juni 1988.

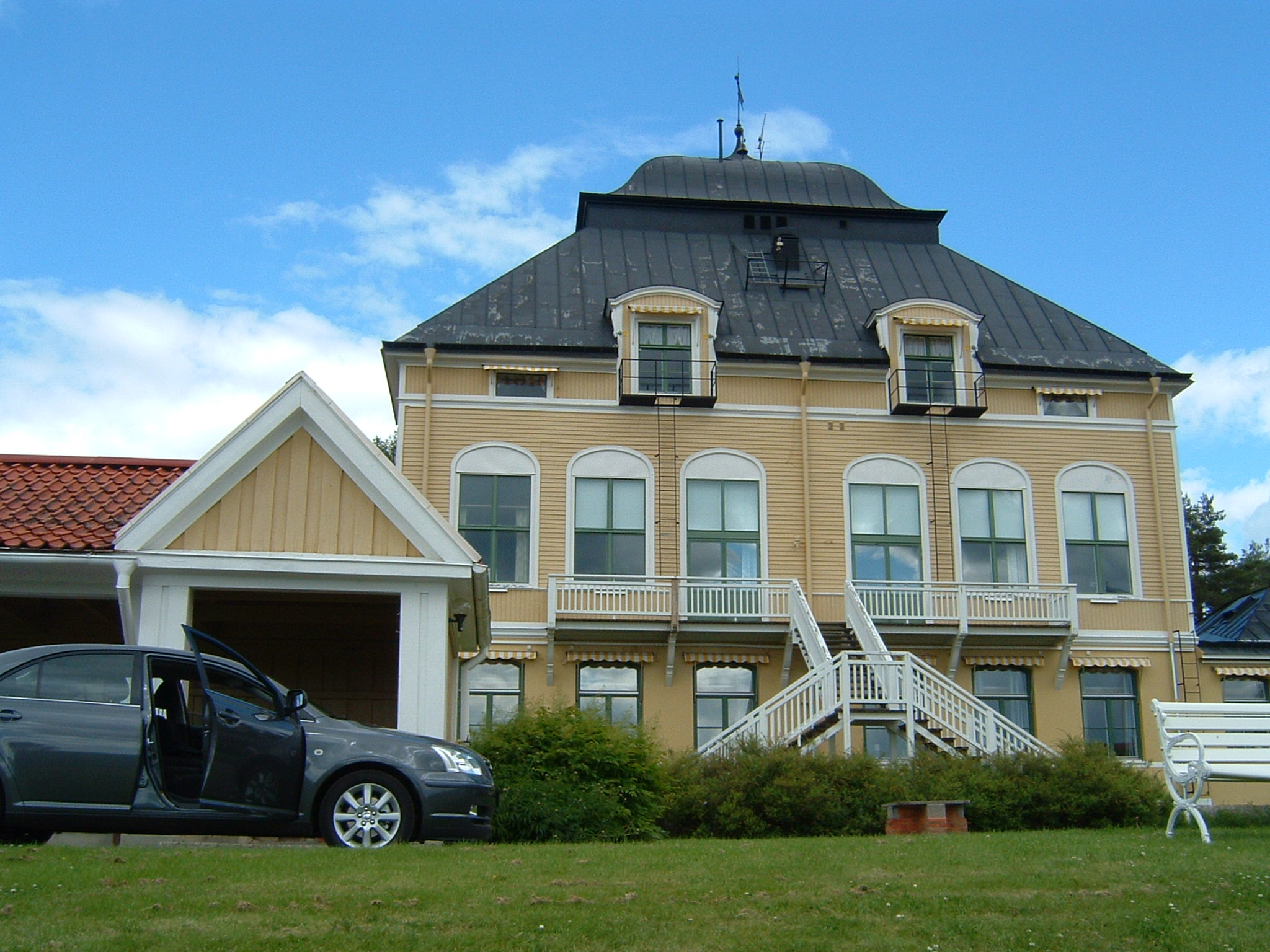
Österåsens hälsohem i juni 2006.

Österåsens sanatorium var ett stort sanatorium i Eds socken, Ångermanland, invid Ångermanälvens och Faxälvens sammanflöde cirka nio kilometer nordväst om Sollefteå. Närmaste ort är det tidigare stationssamhället Österås.

## Historik
Anläggningen uppfördes ursprungligen som så kallat jubileumssanatorium med anledning av Oscar II:s 25-årsjubileum som regent. Byggnaderna ritades av arkitekten Fredrik Lilljekvist, med mål att återskapa något av glansen från den svenska stormaktstiden under 1600-talet. Den 2 augusti 1901 stod Kungliga Norrländska lungsotssanatoriet färdigt, och invigningen förrättades av riksmarskalken Fredrik von Essen.
Österåsen var ett sanatorium fram till 1960, då det i likhet med övriga sanatorier i landet lades ner eftersom tuberkulossjukvården avvecklades.
Därefter fungerade det som konvalescenthem för allergiker, reumatiker och astmatiker.
Genom åren var många kända författare, konstnärer och musiker patienter på Österåsen, vilket ofta påverkade deras skapande verksamhet tack vare den kulturellt mycket stimulerande miljön som skapades av sjukhusets överläkare under åren 1919–1951, Helge Dahlstedt.
Sedan 1982 finns Livsstilsmedicin Österåsen i det gamla sanatoriet, som ägs och drivs av Region Västernorrland.